# Pomeni imen asteroidov: 23001–24000
Pregled pomenov imen asteroidov (malih planetov) od številke 23001 do 24000, ki jim je Središče za male planete dodelilo številko in so pozneje dobili tudi uradno ime  v skladu z dogovorjenim načinom imenovanja. Pregled je preverjen z Schmadelovim “Slovarjem imen malih planetov” (“Dictionary of Minor Planet Names”). Izvor nekaterih imen je pojasnjen tudi v Okrožnicah centra za male planete (“Minor Planet Circulars” ali MPC). Kadar se pojasnilo najde tudi v reviji “Nebo in teleskop” (Sky and Telescope) (S&T), je to navedeno. 
Pregled pojasnjuje izvor oziroma pomen imen asteroidov, ki ga je priznala Mednarodna astronomska zveza (IAU). Nekateri asteroidi imajo imajo dodatno pojasnilo o izvoru imena, ki pa vedno ni popolnoma zanesljivo (oznaka “†” ali “‡“). Pojasnilo o izvoru imena, ki je označeno z * je potrebno preveriti ali poiskati še v “Slovarju imen malih planetov”.
| Ime                    | Začasna oznaka | Izvor imena |
| 23001–23100            | 23001–23100    | 23001–23100 |
| ---------------------- | -------------- | --- |
| 23002 Jillhirsch       | 1999 VX92      | Jill Hirsch, ameriška mentorka finalista na Intelovem iskanju znanstvenih talentov (Intel Science Talent Search ali ISTS) leta 2007 † |
| 23003 Ziminski         | 1999 VP106     | Mark Ziminski, ameriški mentor finalista na Intelovem iskanju znanstvenih talentov (Intel Science Talent Search ali ISTS) leta 2007 † |
| 23006 Pazden           | 1999 VX137     | Stan Pazden, ameriški mentor finalista na Intelovem iskanju znanstvenih talentov (Intel Science Talent Search ali ISTS) leta 2007 † |
| 23008 Rebeccajohns     | 1999 VA149     | Rebecca Johns, ameriška mentorka finalista na Intelovem iskanju znanstvenih talentov (Intel Science Talent Search ali ISTS) leta 2007 † |
| 23010 Kathyfinch       | 1999 VR158     | Kathy Finch, ameriška mentorka finalista na Intelovem iskanju znanstvenih talentov (Intel Science Talent Search ali ISTS) leta 2007 † |
| 23011 Petach           | 1999 VG163     | Helen Petach, ameriška mentorka finalista na Intelovem iskanju znanstvenih talentov (Intel Science Talent Search ali ISTS) leta 2007 † |
| 23013 Carolsmyth       | 1999 VP168     | Carol Smyth, ameriški mentor finalista na Intelovem iskanju znanstvenih talentov (Intel Science Talent Search ali ISTS) leta 2007 † |
| 23014 Walstein         | 1999 VV173     | Eric Walstein, ameriški mentor finalista na Intelovem iskanju znanstvenih talentov (Intel Science Talent Search ali ISTS) leta 2007 † |
| 23016 Michaelroche     | 1999 VZ184     | Michael Roche, ameriški mentor finalista na Intelovem iskanju znanstvenih talentov (Intel Science Talent Search ali ISTS) leta 2007 † |
| 23017 Advincula        | 1999 VQ190     | Rigoberto Advincula, ameriški mentor finalista na Intelovem iskanju znanstvenih talentov (Intel Science Talent Search ali ISTS) leta 2007 † |
| 23018 Annmoriarty      | 1999 VY190     | Ann Moriarty, ameriška mentorka finalista na Intelovem iskanju znanstvenih talentov (Intel Science Talent Search ali ISTS) leta 2007 † |
| 23019 Thomgregory      | 1999 VQ201     | Thomas Gregory, ameriški mentor finalista na Intelovem iskanju znanstvenih talentov (Intel Science Talent Search ali ISTS) leta 2007 † |
| 23030 Jimkennedy       | 1999 XR7       | James R. Kennedy, ameriški radioastronom † |
| 23032 Fossey           | 1999 XB8       | Dian Fossey (1932 – 1985), ameriški etnolog † |
| 23038 Jeffbaughman     | 1999 XD19      | Jeffrey Baughman, ameriški mentor finalista na Intelovem iskanju znanstvenih talentov (Intel Science Talent Search ali ISTS) leta 2007 † |
| 23040 Latham           | 1999 XK22      | Robert Latham, ameriški mentor finalista na Intelovem iskanju znanstvenih talentov (Intel Science Talent Search ali ISTS) leta 2007 † |
| 23041 Hunt             | 1999 XL22      | Patricia Hunt, ameriška mentorka finalista na Intelovem iskanju znanstvenih talentov (Intel Science Talent Search ali ISTS) leta 2007 † |
| 23042 Craigpeters      | 1999 XR22      | Craig Peters, ameriški mentor finalista na Intelovem iskanju znanstvenih talentov (Intel Science Talent Search ali ISTS) leta 2007 † |
| 23044 Starodub         | 1999 XS25      | Peter Starodub, ameriški mentor finalista na Intelovem iskanju znanstvenih talentov (Intel Science Talent Search ali ISTS) leta 2007 † |
| 23045 Sarahocken       | 1999 XT27      | Sarah Hocken, ameriška mentorka finalista na Intelovem iskanju znanstvenih talentov (Intel Science Talent Search ali ISTS) leta 2007 † |
| 23046 Stevengordon     | 1999 XN28      | Steven Gordon, ameriški mentor finalista na Intelovem iskanju znanstvenih talentov (Intel Science Talent Search ali ISTS) leta 2007 † |
| 23047 Isseroff         | 1999 XS28      | Rebecca Isseroff, ameriška mentorka finalista na Intelovem iskanju znanstvenih talentov (Intel Science Talent Search ali ISTS) leta 2007 † |
| 23048 Davidnelson      | 1999 XE29      | David Nelson, ameriški mentor finalista na Intelovem iskanju znanstvenih talentov (Intel Science Talent Search ali ISTS) leta 2007 † |
| 23054 Thomaslynch      | 1999 XE42      | Thomas Lynch, ameriški mentor finalista na Intelovem iskanju znanstvenih talentov (Intel Science Talent Search ali ISTS) leta 2007 † |
| 23055 Barbjewett       | 1999 XF43      | Barbara Jewett, ameriška mentorka finalista na Intelovem iskanju znanstvenih talentov (Intel Science Talent Search ali ISTS) leta 2006 † |
| 23057 Angelawilson     | 1999 XB45      | Angela Wilson, ameriška mentorka finalista na Intelovem iskanju znanstvenih talentov (Intel Science Talent Search ali ISTS) leta 2005 † |
| 23059 Paulpaino        | 1999 XT45      | Paul Paino, ameriški mentor finalista na Intelovem iskanju znanstvenih talentov (Intel Science Talent Search ali ISTS) leta 2005 † |
| 23060 Shepherd         | 1999 XV46      | Karen Shepherd, ameriška mentorka finalista na Intelovem iskanju znanstvenih talentov (Intel Science Talent Search ali ISTS) leta 2005 † |
| 23061 Blueglass        | 1999 XW46      | Michael Blueglass, ameriški mentor finalista na Intelovem iskanju znanstvenih talentov (Intel Science Talent Search ali ISTS) leta 2004 † |
| 23062 Donnamooney      | 1999 XN52      | Donna Mooney, ameriška mentorka finalista na Intelovem iskanju znanstvenih talentov (Intel Science Talent Search ali ISTS) leta 2004 † |
| 23063 Lichtman         | 1999 XH53      | Paul Lichtman, ameriški mentor finalista na Intelovem iskanju znanstvenih talentov (Intel Science Talent Search ali ISTS) leta 2004 † |
| 23064 Mattmiller       | 1999 XE54      | Matthew Miller, ameriški mentor finalista na Izzivu kanala Discovery mladim znanstvenikom (Discovery Channel Young Scientist Challenge ali DCYSC) leta 2004 † |
| 23066 Yihedong         | 1999 XN54      | Yihe Dong, ameriški finalist na Intelovem mednarodnem znanstvenem in tehničnem sejmu (Intel International Science and Engineering Fair ali ISEF) leta 2007 † |
| 23067 Ishajain         | 1999 XX54      | Isha Himani Jain, ameriški nagrajenec na Intelovem mednarodnem znanstvenem in tehničnem sejmu (Intel International Science and Engineering Fair ali ISEF) leta 2007 † |
| 23068 Tyagi            | 1999 XY60      | Sonika Tyagi, ameriški finalist na Intelovem mednarodnem znanstvenem in tehničnem sejmu (Intel International Science and Engineering Fair ali ISEF) leta 2007 † |
| 23069 Kapps            | 1999 XR64      | Michael Kapps, kanadski finalist na Intelovem mednarodnem znanstvenem in tehničnem sejmu (Intel International Science and Engineering Fair ali ISEF) leta 2007 † |
| 23070 Koussa           | 1999 XV64      | Mounir Ahmad Koussa, ameriški nagrajenec na Intelovem mednarodnem znanstvenem in tehničnem sejmu (Intel International Science and Engineering Fair ali ISEF) leta 2007 † |
| 23071 Tinaliu          | 1999 XH65      | Tina Liu, ameriški finalist na Intelovem mednarodnem znanstvenem in tehničnem sejmu (Intel International Science and Engineering Fair ali ISEF) leta 2007 † |
| 23074 Sarakirsch       | 1999 XJ78      | Sarah Kirsch, ameriški finalist na Intelovem mednarodnem znanstvenem in tehničnem sejmu (Intel International Science and Engineering Fair ali ISEF) leta 2007 † |
| 23079 Munguia          | 1999 XO97      | Scott Miguel Munguía, Mexican finalist na Intelovem mednarodnem znanstvenem in tehničnem sejmu (Intel International Science and Engineering Fair ali ISEF) leta 2007 † |
| 23091 Stansill         | 1999 XP128     | Lacey Nicole Stansill, ameriški finalist na Intelovem mednarodnem znanstvenem in tehničnem sejmu (Intel International Science and Engineering Fair ali ISEF) leta 2007 † |
| 23096 Mihika           | 1999 XT156     | Mihika Pradhan, ameriški nagrajenec na Intelovem mednarodnem znanstvenem in tehničnem sejmu (Intel International Science and Engineering Fair ali ISEF) leta 2007 † |
| 23098 Huanghuang       | 1999 XH158     | Huang Huang, ameriški nagrajenec na Intelovem mednarodnem znanstvenem in tehničnem sejmu (Intel International Science and Engineering Fair ali ISEF) leta 2007 † |
| 23101–23200            |                | |
| 23102 Dayanli          | 1999 XA168     | Dayan Li (b. 1989), ameriški finalist na Intelovem mednarodnem znanstvenem in tehničnem sejmu (Intel International Science and Engineering Fair ali ISEF) leta 2007 in prejemnik nagrade Intelovega sklada za mlade znanstvenike (Foundation Young Scientist Award ali IFYS) †                         |
| 23110 Ericberne        | 2000 AE        | Eric Berne, ameriški psihiater * |
| 23111 Fritzperls       | 2000 AG        | Frederick S. (Fritz) Perls, nemški psiholog in psihoterapevt * |
| 23113 Aaronhakim       | 2000 AE13      | Aaron Hakim, kanadski finalist na Intelovem mednarodnem znanstvenem in tehničnem sejmu (Intel International Science and Engineering Fair ali ISEF) leta 2007 † |
| 23115 Valcourt         | 2000 AS18      | James R. Valcourt, ameriški finalist na Intelovem mednarodnem znanstvenem in tehničnem sejmu (Intel International Science and Engineering Fair ali ISEF) leta 2007 † |
| 23116 Streich          | 2000 AW22      | Philip Vidal Streich, ameriški nagrajenec na Intelovem mednarodnem znanstvenem in tehničnem sejmu (Intel International Science and Engineering Fair ali ISEF) leta 2007 in dobitnik nagrade Intelovega sklada za dosežke (Intel Foundation Achievement Award) †                                        |
| 23120 Paulallen        | 2000 AP50      | Paul G. Allen, ameriški vodilni delavec v računalniški industriji, finančni podpornik programova Spacewatch in SpaceShipOne (nevojaški podorbitalni vesoljski polet) in naprave Allen Telescope Array (ATA) †                                                                                          |
| 23121 Michaelding      | 2000 AP51      | Michael Ding, ameriški finalist na Intelovem mednarodnem znanstvenem in tehničnem sejmu (Intel International Science and Engineering Fair ali ISEF) leta 2007 † |
| 23122 Lorgat           | 2000 AU52      | Raeez Lorgat, nagrajenec iz Južne Afrike na Intelovem mednarodnem znanstvenem in tehničnem sejmu (Intel International Science and Engineering Fair ali ISEF) leta 2007 † |
| 23128 Dorminy          | 2000 AQ98      | John Wilson Dorminy, ameriški finalist na Intelovem mednarodnem znanstvenem in tehničnem sejmu (Intel International Science and Engineering Fair ali ISEF) leta 2007 † |
| 23131 Debenedictis     | 2000 AS128     | Erika Alden DeBenedictis, ameriška finalistka na Intelovem mednarodnem znanstvenem in tehničnem sejmu (Intel International Science and Engineering Fair ali ISEF) leta 2007 † |
| 23133 Rishinbehl       | 2000 AO139     | Rishin Behl, indijski finalist na Intelovem mednarodnem znanstvenem in tehničnem sejmu (Intel International Science and Engineering Fair ali ISEF) leta 2007 † |
| 23151 Georgehotz       | 2000 BH27      | George Francis Hotz, ameriški nagrajenec na Intelovem mednarodnem znanstvenem in tehničnem sejmu (Intel International Science and Engineering Fair ali ISEF) leta 2007 in nagrade Seaborg SIYSS (Stockholm International Youth Science Seminar) †                                                      |
| 23153 Andrewnowell     | 2000 CH46      | Andrew John Nowell, angleški nagrajenec na Intelovem mednarodnem znanstvenem in tehničnem sejmu (Intel International Science and Engineering Fair ali ISEF) leta 2007 † |
| 23155 Judithblack      | 2000 CK86      | Judith Black, severnoirska finalistka na Intelovem mednarodnem znanstvenem in tehničnem sejmu (Intel International Science and Engineering Fair ali ISEF) leta 2007 † |
| 23158 Bouligny         | 2000 DN99      | Ian Michael Bouligny, ameriški finalist na Intelovem mednarodnem znanstvenem in tehničnem sejmu (Intel International Science and Engineering Fair ali ISEF) leta 2007 † |
| 23162 Alexcrook        | 2000 FX48      | Alexandra Elizabeth Crook, ameriška finalistka na Intelovem mednarodnem znanstvenem in tehničnem sejmu (Intel International Science and Engineering Fair ali ISEF) leta 2007 † |
| 23164 Badger           | 2000 GR73      | David Charles Griffiths Badger, angleški finalist na Intelovem mednarodnem znanstvenem in tehničnem sejmu (Intel International Science and Engineering Fair ali ISEF) leta 2007 † |
| 23165 Kakinchan        | 2000 GO81      | Ka Kin Chan, kitajski (Hong Kong) nagrajenec na Intelovem mednarodnem znanstvenem in tehničnem sejmu (Intel International Science and Engineering Fair ali ISEF) leta 2007 † |
| 23166 Bilal            | 2000 GE104     | Kulsum Bilal, pakistanska finalistka na Intelovem mednarodnem znanstvenem in tehničnem sejmu (Intel International Science and Engineering Fair ali ISEF) leta 2007 † |
| 23168 Lauriefletch     | 2000 GZ136     | Laurie Lea Fletcher, ameriška finalistka na Intelovem mednarodnem znanstvenem in tehničnem sejmu (Intel International Science and Engineering Fair ali ISEF) leta 2007 † |
| 23172 Williamartin     | 2000 HU22      | William Campbell Martin, ameriški nagrajenec na Intelovem mednarodnem znanstvenem in tehničnem sejmu (Intel International Science and Engineering Fair ali ISEF) leta 2007 † |
| 23176 Missacarvell     | 2000 JK44      | Melissa Nicole Carvell, ameriška finalistka na Intelovem mednarodnem znanstvenem in tehničnem sejmu (Intel International Science and Engineering Fair ali ISEF) leta 2007 † |
| 23178 Ghaben           | 2000 KJ21      | Alexandra L. Ghaben, ameriška finalistka na Intelovem mednarodnem znanstvenem in tehničnem sejmu (Intel International Science and Engineering Fair ali ISEF) leta 2007 † |
| 23179 Niedermeyer      | 2000 KF28      | Harper-Grace Niedermeyer, ameriška finalistka na Intelovem mednarodnem znanstvenem in tehničnem sejmu (Intel International Science and Engineering Fair ali ISEF) leta 2007 † |
| 23182 Siyaxuza         | 2000 OV12      | Siyabulela Lethuxolo Xuza, South African nagrajenec na Intelovem mednarodnem znanstvenem in tehničnem sejmu (Intel International Science and Engineering Fair ali ISEF) leta 2007 † |
| 23190 Klages-Mundt     | 2000 QP29      | Ariah Aram Klages-Mundt, ameriški finalist na Intelovem mednarodnem znanstvenem in tehničnem sejmu (Intel International Science and Engineering Fair ali ISEF) leta 2007 † |
| 23191 Sujaytyle        | 2000 QD45      | Sujay Tyle, ameriški finalist na Intelovem mednarodnem znanstvenem in tehničnem sejmu (Intel International Science and Engineering Fair ali ISEF) leta 2007 † |
| 23192 Caysvesterby     | 2000 QN122     | Ashiyah Melyne Cays Vesterby, ameriška finalistka na Intelovem mednarodnem znanstvenem in tehničnem sejmu (Intel International Science and Engineering Fair ali ISEF) leta 2007 † |
| 23197 Danielcook       | 2000 RA62      | Daniel Kenneth Cook, ameriški finalist na Intelovem mednarodnem znanstvenem in tehničnem sejmu (Intel International Science and Engineering Fair ali ISEF) leta 2007 † |
| 23198 Norvell          | 2000 RL68      | Leighton Marie Norvell, ameriška finalistka na Intelovem mednarodnem znanstvenem in tehničnem sejmu (Intel International Science and Engineering Fair ali ISEF) leta 2007 † |
| 23199 Bezdek           | 2000 RB92      | Daniel Karoly Bezdek, kanadski finalist na Intelovem mednarodnem znanstvenem in tehničnem sejmu (Intel International Science and Engineering Fair ali ISEF) leta 2007 † |
| 23201–23300            |                | |
| 23204 Arditkroni       | 2000 SN172     | Ardit Kroni, irski finalist na Intelovem mednarodnem znanstvenem in tehničnem sejmu (Intel International Science and Engineering Fair ali ISEF) leta 2007 † |
| 23212 Arkajitdey       | 2000 UR39      | Arkajit Dey, ameriški finalist na Intelovem mednarodnem znanstvenem in tehničnem sejmu (Intel International Science and Engineering Fair ali ISEF) leta 2007 † |
| 23213 Ameliachang      | 2000 US70      | Amelia Nong Shin Chang, singapurska nagrajenka na Intelovem mednarodnem znanstvenem in tehničnem sejmu (Intel International Science and Engineering Fair ali ISEF) leta 2007 † |
| 23214 Patrickchen      | 2000 UQ73      | Patrick Ming Chen, ameriški nagrajenec na Intelovem mednarodnem znanstvenem in tehničnem sejmu (Intel International Science and Engineering Fair ali ISEF) leta 2007 † |
| 23216 Mikehagler       | 2000 UX79      | Michael David Hagler, ameriški nagrajenec na Intelovem mednarodnem znanstvenem in tehničnem sejmu (Intel International Science and Engineering Fair ali ISEF) leta 2007 † |
| 23217 Nayana           | 2000 UV104     | Nayana Ghosh-Choudhury, ameriška finalistka na Intelovem mednarodnem znanstvenem in tehničnem sejmu (Intel International Science and Engineering Fair ali ISEF) leta 2007 † |
| 23218 Puttachi         | 2000 VN23      | Arun Puttachi, ameriški finalist na Intelovem mednarodnem znanstvenem in tehničnem sejmu (Intel International Science and Engineering Fair ali ISEF) leta 2007 † |
| 23220 Yalemichaels     | 2000 VO28      | Yale Stern Michaels, kanadski finalist na Intelovem mednarodnem znanstvenem in tehničnem sejmu (Intel International Science and Engineering Fair ali ISEF) leta 2007 † |
| 23221 Delgado          | 2000 VX35      | Eric Nelson Delgado, ameriški nagrajenec na Intelovem mednarodnem znanstvenem in tehničnem sejmu (Intel International Science and Engineering Fair ali ISEF) leta 2007 † |
| 23228 Nandinisarma     | 2000 WQ57      | Nandini Sarma, ameriška nagrajenka na Intelovem mednarodnem znanstvenem in tehničnem sejmu (Intel International Science and Engineering Fair ali ISEF) leta 2007 † |
| 23232 Buschur          | 2000 WU59      | Kristina Lynn Buschur, ameriška finalistka na Intelovem mednarodnem znanstvenem in tehničnem sejmu (Intel International Science and Engineering Fair ali ISEF) leta 2007 † |
| 23234 Lilliantsai      | 2000 WO88      | Lillian Lee Tsai, ameriška finalistka na Intelovem mednarodnem znanstvenem in tehničnem sejmu (Intel International Science and Engineering Fair ali ISEF) leta 2007 † |
| 23235 Yingfan          | 2000 WD98      | Ying Fan, ameriška finalistka na Intelovem mednarodnem znanstvenem in tehničnem sejmu (Intel International Science and Engineering Fair ali ISEF) leta 2007 † |
| 23238 Ocasio-Cortez    | 2000 WU111     | Alexandria Ocasio-Cortez, ameriška finalistka na Intelovem mednarodnem znanstvenem in tehničnem sejmu (Intel International Science and Engineering Fair ali ISEF) leta 2007 † |
| 23248 Batchelor        | 2000 WW178     | Holly Reid Batchelor, škotska nagrajenka na Intelovem mednarodnem znanstvenem in tehničnem sejmu (Intel International Science and Engineering Fair ali ISEF) leta 2007 † |
| 23249 Liaoyenting      | 2000 WJ179     | Liao Yen-Ting, tajvanska finalistka na Intelovem mednarodnem znanstvenem in tehničnem sejmu (Intel International Science and Engineering Fair ali ISEF) leta 2007 † |
| 23257 Denny            | 2000 YW21      | Robert B. Denny, razvijalec programske opreme za robotske teleskope † |
| 23258 Tsuihark         | 2000 YY21      | Hark Tsui, kitajski (Hong Kong) filmski producent in režiser † |
| 23262 Thiagoolson      | 2000 YW44      | Thiago David Olson, ameriški finalist na Intelovem mednarodnem znanstvenem in tehničnem sejmu (Intel International Science and Engineering Fair ali ISEF) leta 2007 † |
| 23265 von Wurden       | 2000 YO50      | Caroline Julia von Wurden, ameriška finalistka na Intelovem mednarodnem znanstvenem in tehničnem sejmu (Intel International Science and Engineering Fair ali ISEF) leta 2007 † |
| 23270 Kellerman        | 2000 YN62      | Tanja Kellerman, nagrajenka iz Južne Afrike na Intelovem mednarodnem znanstvenem in tehničnem sejmu (Intel International Science and Engineering Fair ali ISEF) leta 2007 † |
| 23271 Kellychacon      | 2000 YO67      | Kelly Michelle Chacon, ameriška finalistka na Intelovem mednarodnem znanstvenem in tehničnem sejmu (Intel International Science and Engineering Fair ali ISEF) leta 2007 † |
| 23274 Wuminchun        | 2000 YK91      | Wu Min-Chun, tajvanski finalist na Intelovem mednarodnem znanstvenem in tehničnem sejmu (Intel International Science and Engineering Fair ali ISEF) leta 2007 † |
| 23277 Benhughes        | 2000 YC104     | Benjamin Fitzroy Hughes, avstralski finalist na Intelovem mednarodnem znanstvenem in tehničnem sejmu (Intel International Science and Engineering Fair ali ISEF) leta 2007 † |
| 23279 Chenhungjen      | 2000 YY115     | Chen Hung-Jen, tajvanski nagrajenec na Intelovem mednarodnem znanstvenem in tehničnem sejmu (Intel International Science and Engineering Fair ali ISEF) leta 2007 † |
| 23280 Laitsaita        | 2000 YT116     | Lai Tsai-Ta, tajvanski nagrajenec na Intelovem mednarodnem znanstvenem in tehničnem sejmu (Intel International Science and Engineering Fair ali ISEF) leta 2007 † |
| 23281 Vijayjain        | 2000 YY116     | Vijay Jain, ameriški nagrajenec na Intelovem mednarodnem znanstvenem in tehničnem sejmu (Intel International Science and Engineering Fair ali ISEF) leta 2007 † |
| 23283 Jinjuyi          | 2000 YP117     | JinJu Yi, ameriška nagrajenka na Intelovem mednarodnem znanstvenem in tehničnem sejmu (Intel International Science and Engineering Fair ali ISEF) leta 2007 † |
| 23284 Celik            | 2000 YD118     | Burak Çelik, turški nagrajenec na Intelovem mednarodnem znanstvenem in tehničnem sejmu (Intel International Science and Engineering Fair ali ISEF) leta 2007 † |
| 23286 Parlakgul        | 2000 YH120     | Güneş Parlakgül, turški nagrajenec na Intelovem mednarodnem znanstvenem in tehničnem sejmu (Intel International Science and Engineering Fair ali ISEF) leta 2007 † |
| 23295 Brandoreavis     | 2000 YK137     | Brandon Lee Reavis, ameriški nagrajenec na Intelovem mednarodnem znanstvenem in tehničnem sejmu (Intel International Science and Engineering Fair ali ISEF) leta 2007 † |
| 23296 Brianreavis      | 2001 AR3       | Brian Christopher Reavis, ameriški nagrajenec na Intelovem mednarodnem znanstvenem in tehničnem sejmu (Intel International Science and Engineering Fair ali ISEF) leta 2007 † |
| 23298 Loewenstein      | 2001 AA5       | Jacob Charles Loewenstein, ameriški nagrajenec na Intelovem mednarodnem znanstvenem in tehničnem sejmu (Intel International Science and Engineering Fair ali ISEF) leta 2007 † |
| 23301–23400            |                | |
| 23306 Adamfields       | 2001 AC20      | Adam Chaplin Fields, ameriški nagrajenec na Intelovem mednarodnem znanstvenem in tehničnem sejmu (Intel International Science and Engineering Fair ali ISEF) leta 2007 † |
| 23307 Alexramek        | 2001 AG20      | Alex Shlomo Ramek, ameriški nagrajenec na Intelovem mednarodnem znanstvenem in tehničnem sejmu (Intel International Science and Engineering Fair ali ISEF) leta 2007 † |
| 23308 Niyomsatian      | 2001 AS21      | Korawich Niyomsatian, tajski nagrajenec na Intelovem mednarodnem znanstvenem in tehničnem sejmu (Intel International Science and Engineering Fair ali ISEF) leta 2007 in prejemnik nagrade na Tekmovanju mladih znanstvenikov Evropske unije (European Union Contest for Young Scientists ali EUCYS) † |
| 23310 Siriwon          | 2001 AA25      | Natnaree Siriwon, tajska nagrajenka na Intelovem mednarodnem znanstvenem in tehničnem sejmu (Intel International Science and Engineering Fair ali ISEF) leta 2007and European Union Contest for Young Scientists (EUCYS) Award recipient †                                                             |
| 23313 Supokaivanich    | 2001 AC42      | Nathaphon Supokaivanich, tajski nagrajenec na Intelovem mednarodnem znanstvenem in tehničnem sejmu (Intel International Science and Engineering Fair ali ISEF) leta 2007 prejemnik nagrade na Tekmovanju mladih znanstvenikov Evropske unije (European Union Contest for Young Scientists ali EUCYS) † |
| 23315 Navinbrian       | 2001 BN8       | Navin Brian Ramakrishna, singapurski finalist na Intelovem mednarodnem znanstvenem in tehničnem sejmu (Intel International Science and Engineering Fair ali ISEF) leta 2007 † |
| 23318 Salvadorsanchez  | 2001 BT13      | Salvador Sánchez Martínez, španski (katalonski) ljubiteljski astronom, direktor Astronomskega observatorija na Mallorci * |
| 23322 Duyingsewa       | 2001 BW24      | Du Ying Sewa, singapurska finalistka na Intelovem mednarodnem znanstvenem in tehničnem sejmu (Intel International Science and Engineering Fair ali ISEF) leta 2007 † |
| 23323 Anand            | 2001 BJ25      | Vikas Anand, ameriški finalist na Intelovem mednarodnem znanstvenem in tehničnem sejmu (Intel International Science and Engineering Fair ali ISEF) leta 2007 † |
| 23324 Kwak             | 2001 BW25      | Esther Bora Kwak, ameriška finalistka na Intelovem mednarodnem znanstvenem in tehničnem sejmu (Intel International Science and Engineering Fair ali ISEF) leta 2007 † |
| 23325 Arroyo           | 2001 BK30      | Alejandro Arroyo, mehiški finalist na Intelovem mednarodnem znanstvenem in tehničnem sejmu (Intel International Science and Engineering Fair ali ISEF) leta 2007 † |
| 23327 Luchernandez     | 2001 BE31      | Lucero Hernández, mehiška finalistka na Intelovem mednarodnem znanstvenem in tehničnem sejmu (Intel International Science and Engineering Fair ali ISEF) leta 2007 † |
| 23329 Josevega         | 2001 BP42      | José Carlos Vega, mehiški finalist na Intelovem mednarodnem znanstvenem in tehničnem sejmu (Intel International Science and Engineering Fair ali ISEF) leta 2007 † |
| 23331 Halimzeidan      | 2001 BY43      | Sana Abdul Halim Zeidan, libanonska finalistka na Intelovem mednarodnem znanstvenem in tehničnem sejmu (Intel International Science and Engineering Fair ali ISEF) leta 2007 † |
| 23355 Elephenor        | 9602 P-L       | Elefenor, sin Halkodona, ubil ga je Agenor pred Trojo * |
| 23382 Epistrophos      | 4536 T-2       | Skedij in Epistrof, vodila sta vojsko Fokije proti Troji * |
| 23383 Schedios         | 5146 T-2       | Skedij in Epistrophos, vodila sta vojsko Fokije proti Troji* |
| 23401–23500            |                | |
| 23402 Turchina         | 1969 TO2       | Galina Petrovna Turčina, ruska pisateljica in dramaturginja † |
| 23405 Nisyros          | 1973 SB1       | otoki Nisiros v Egejskem morju, znani so kot primer stratovulkana * |
| 23406 Kozlov           | 1977 QO3       | Dmitrij Iljič Kozlov, ruski inženir in znanstvenik, dvakratni dobitnik državne Leninove nagrade in zlate medalje Association of Assistance to the National Industry of France † |
| 23408 Beijingaoyun     | 1977 TU3       | kitajski izraz za Olimpijske igre v Pekingu leta 2008 † |
| 23410 Vikuznetsov      | 1978 QK2       | Victor Ivanovič Kuznetsov, ruski vesoljski inženir † |
| 23436 Alekfursenko     | 1982 UF8       | Aleksandr Aleksandrovič Fursenko, ruski zgodovinar † |
| 23444 Kukučín          | 1986 TV6       | Martin Kukučín (psevdonim Mateja Bencurja) (1860 – 1928), slovaški pisatelj* |
| 23452 Drew             | 1988 QF        | * |
| 23455 Fumi             | 1988 XY4       | * |
| 23457 Beiderbecke      | 1989 GV6       | Bix Beiderbecke (1903 – 1931), jazz glasbenik * |
| 23469 Neilpeart        | 1990 SY3       | Neil Elwood Peart, kanadski bobnar in pisec besedil za skupino Rush † |
| 23472 Rolfriekher      | 1990 TZ10      | Rolf Riekher, nemški optic in zgodovinar, pisec knjige Daljnogled in njegovi mojstri ("Fernrohre und ihre Meister ") † |
| 23473 Voss             | 1990 TD12      | Johann Heinrich Voss (1751-1826), filolog in pesnik † |
| 23490 Monikohl         | 1991 RK3       | Monika Kohl, nemški tajnica dokumentacije na Astronomskem računskem inštitutu (Astronomisches Rechen-Institut) † |
| 23501–23600            |                | |
| 23504 Haneda           | 1992 EX        | Toshio Haneda, 20th-century japonski lovec na komete, odkritelj kometa D/1978 R1 (Haneda-Campos) † |
| 23514 Schneider        | 1992 RU        | * |
| 23520 Ludwigbechstein  | 1992 SM26      | Ludwig Bechstein (1801 – 1860), nemški pisatelj in zbiratelj ljudskih zgodb * |
| 23547 Tognelli         | 1994 DG        | Emanuele Tognelli, italijanski ljubiteljski astronom † Arhivirano 2008-08-01 na Wayback Machine. |
| 23578 Baedeker         | 1995 DR13      | Karl Baedeker (1801 – 1859), nemški založnik* |
| 23583 Křivský          | 1995 SJ1       | Ladislav Krivský, češki astronom* |
| 23587 Abukumado        | 1995 TE8       | Abukuma-do, apnenčasta jama v vzhodni prefekturi Fukušima † |
| 23601–23700            |                | |
| 23612 Ramzel           | 1996 BJ4       | Allen Lee Ramzel, opazovalec in sistemski inženir skupine, ki je ta asteroid odkrila † |
| 23617 Duna             | 1996 HM13      | starodavno ime za reko Daugava, ob njej je zgrajeno latvijsko mesto Riga † |
| 23625 Gelfond          | 1996 WX        | Aleksandr Osipovich Gelfond (rusko Александр Осипович Гельфонд) (1906 – 1968), ruski matematik* |
| 23644 Yamaneko         | 1997 AW17      | Skupina opazovalcev kometov Jamaneko (Yamaneko Group of Comet Observers ) † |
| 23663 Kalou            | 1997 EG18      | vzdevek odkriteljeve žene Caroline Meunier † |
| 23685 Toaldo           | 1997 JV        | Abbot Giuseppe Toaldo, italijanski meteorology, agronom, astronom in fizik * |
| 23686 Songyuan         | 1997 JZ7       | mesto Songjuan, provinca Džilin, Ljudska republika Kitajska † |
| 23699 Paulgordan       | 1997 ND3       | Paul Albert Gordan (1837 – 1912), nemški matematik* |
| 23701–23800            |                | |
| 23712 Willpatrick      | 1998 AA        | William Patrick, sin odkritelja † |
| 23717 Kaddoura         | 1998 FW118     | Deena Wafic Kaddoura, libanonska finalistka na Intelovem mednarodnem znanstvenem in tehničnem sejmu (Intel International Science and Engineering Fair ali ISEF) leta 2007 † |
| 23718 Horgos           | 1998 GO10      | mesto Horgoš, Srbija, blizu meje z Madžarsko, kjer je drugi odkritelj odraščal † Arhivirano 2005-03-06 na Wayback Machine. ‡ |
| 23722 Gulak            | 1998 HD32      | Benjamin Poss Gulak, kanadski finalist na Intelovem mednarodnem znanstvenem in tehničnem sejmu (Intel International Science and Engineering Fair ali ISEF) leta 2007 † |
| 23728 Jasonmorrow      | 1998 HV63      | Jason Charles Morrow, kanadski finalist na Intelovem mednarodnem znanstvenem in tehničnem sejmu (Intel International Science and Engineering Fair ali ISEF) leta 2007 † |
| 23729 Kemeisha         | 1998 HH80      | Kemeisha Latoya Nastasia Patterson, ameriška finalistka na Intelovem mednarodnem znanstvenem in tehničnem sejmu (Intel International Science and Engineering Fair ali ISEF) leta 2007 † |
| 23730 Suncar           | 1998 HX89      | Jonathan Kelvin Suncar, ameriški finalist na Intelovem mednarodnem znanstvenem in tehničnem sejmu (Intel International Science and Engineering Fair ali ISEF) leta 2007 † |
| 23732 Choiseungjae     | 1998 HV95      | Choi Seung Jae, kitajski finalist na Intelovem mednarodnem znanstvenem in tehničnem sejmu (Intel International Science and Engineering Fair ali ISEF) leta 2007 † |
| 23733 Hyojiyun         | 1998 HE123     | Hyo Ji Yun, kitajski finalist na Intelovem mednarodnem znanstvenem in tehničnem sejmu (Intel International Science and Engineering Fair ali ISEF) leta 2007 † |
| 23734 Kimgyehyun       | 1998 HK124     | Kim Gye Hyun, kitajski finalist na Intelovem mednarodnem znanstvenem in tehničnem sejmu (Intel International Science and Engineering Fair ali ISEF) leta 2007 † |
| 23735 Cohen            | 1998 HM134     | Julia Lynn Cohen, ameriška finalistka na Intelovem mednarodnem znanstvenem in tehničnem sejmu (Intel International Science and Engineering Fair ali ISEF) leta 2007 † |
| 23745 Liadawley        | 1998 KZ15      | Lia Elgia Dawley, ameriška finalistka na Intelovem mednarodnem znanstvenem in tehničnem sejmu (Intel International Science and Engineering Fair ali ISEF) leta 2007 † |
| 23747 Rahaelgupta      | 1998 KW25      | Rahael Rohini Gupta, ameriška finalistka na Intelovem mednarodnem znanstvenem in tehničnem sejmu (Intel International Science and Engineering Fair ali ISEF) leta 2007 † |
| 23748 Kaarethode       | 1998 KF28      | Kaare Thode Jørgensen, danski finalist na Intelovem mednarodnem znanstvenem in tehničnem sejmu (Intel International Science and Engineering Fair ali ISEF) leta 2007 † |
| 23749 Thygesen         | 1998 KL30      | Jakob Refer Thygesen, Danish finalist na Intelovem mednarodnem znanstvenem in tehničnem sejmu (Intel International Science and Engineering Fair ali ISEF) leta 2007 † |
| 23750 Stepciechan      | 1998 KQ35      | Stephanie Fulane Chan, ameriška finalistka na Intelovem mednarodnem znanstvenem in tehničnem sejmu (Intel International Science and Engineering Fair ali ISEF) leta 2007 † |
| 23751 Davidprice       | 1998 KL37      | David Michael Price, ameriški finalist na Intelovem mednarodnem znanstvenem in tehničnem sejmu (Intel International Science and Engineering Fair ali ISEF) leta 2007 † |
| 23752 Jacobshapiro     | 1998 KB41      | Jacob J. Shapiro, ameriški finalist na Intelovem mednarodnem znanstvenem in tehničnem sejmu (Intel International Science and Engineering Fair ali ISEF) leta 2007 † |
| 23753 Busdicker        | 1998 KP41      | Elizabeth Wells Busdicker, ameriška finalistka na Intelovem mednarodnem znanstvenem in tehničnem sejmu (Intel International Science and Engineering Fair ali ISEF) leta 2007 † |
| 23754 Rachnareddy      | 1998 KV46      | Rachna Beeravolu Reddy, ameriška finalistka na Intelovem mednarodnem znanstvenem in tehničnem sejmu (Intel International Science and Engineering Fair ali ISEF) leta 2007 † |
| 23755 Sergiolozano     | 1998 KY46      | Sergio Lozano, ameriški finalist na Intelovem mednarodnem znanstvenem in tehničnem sejmu (Intel International Science and Engineering Fair ali ISEF) leta 2007 † |
| 23756 Daniellozano     | 1998 KE47      | Daniel Lozano, ameriški finalist na Intelovem mednarodnem znanstvenem in tehničnem sejmu (Intel International Science and Engineering Fair ali ISEF) leta 2007 † |
| 23757 Jonmunoz         | 1998 KL48      | Jonathan Muñoz, ameriški finalist na Intelovem mednarodnem znanstvenem in tehničnem sejmu (Intel International Science and Engineering Fair ali ISEF) leta 2007 † |
| 23758 Guyuzhou         | 1998 KG51      | Gu Yuzhou, kitajski finalist na Intelovem mednarodnem znanstvenem in tehničnem sejmu (Intel International Science and Engineering Fair ali ISEF) leta 2007 † |
| 23759 Wangzhaoxin      | 1998 KS56      | Wang Zhaoxin, kitajski finalist na Intelovem mednarodnem znanstvenem in tehničnem sejmu (Intel International Science and Engineering Fair ali ISEF) leta 2007 † |
| 23761 Yangliqing       | 1998 KJ63      | Yang Liqing, kitajski finalist na Intelovem mednarodnem znanstvenem in tehničnem sejmu (Intel International Science and Engineering Fair ali ISEF) leta 2007 † |
| 23768 Abu-Rmaileh      | 1998 MT32      | Muhammad Akef Abu-Rmaileh, ameriški finalist na Izzivu kanala Discovery mladim znanstvenikom (Discovery Channel Young Scientist Challenge ali DCYSC) leta 2007 † |
| 23769 Russellbabb      | 1998 MP33      | Russell S. Babb, ameriški finalist na Izzivu kanala Discovery mladim znanstvenikom (Discovery Channel Young Scientist Challenge ali DCYSC) leta 2007 † |
| 23774 Herbelliott      | 1998 MZ41      | Herbert James "Herb" Elliott (rojen 1938), avstralski atlet * |
| 23776 Gosset           | 1998 QE        | William Sealey Gosset (1976 – 1937), britanski matematik* |
| 23777 Goursat          | 1998 QT5       | Édouard Goursat, francoski matematik* |
| 23779 Cambier          | 1998 QL10      | Colleen Siobahn Cambier, ameriška finalistka na Izzivu kanala Discovery mladim znanstvenikom (Discovery Channel Young Scientist Challenge ali DCYSC) leta 2007 † |
| 23783 Alyssachan       | 1998 QG12      | Alyssa Lauren Chan, amerišk finalistka na Izzivu kanala Discovery mladim znanstvenikom (Discovery Channel Young Scientist Challenge ali DCYSC) leta 2007 † |
| 23788 Cofer            | 1998 QT18      | Evan Mitchell Cofer, ameriški finalist na Izzivu kanala Discovery mladim znanstvenikom (Discovery Channel Young Scientist Challenge ali DCYSC) leta 2007 † |
| 23791 Kaysonconlin     | 1998 QX21      | Kayson Levi Conlin, ameriški finalist na Izzivu kanala Discovery mladim znanstvenikom (Discovery Channel Young Scientist Challenge ali DCYSC) leta 2007 † |
| 23792 Alyssacook       | 1998 QU24      | Alyssa Noel Cook, ameriška finalistka na Izzivu kanala Discovery mladim znanstvenikom (Discovery Channel Young Scientist Challenge ali DCYSC) leta 2007 † |
| 23798 Samagonzalez     | 1998 QL37      | Samantha Gonzalez, ameriška finalistka na Izzivu kanala Discovery mladim znanstvenikom (Discovery Channel Young Scientist Challenge ali DCYSC) leta 2007 † |
| 23801–23900            |                | |
| 23801 Erikgustafson    | 1998 QQ38      | Erik Olaf Gustafson, ameriški finalist na Izzivu kanala Discovery mladim znanstvenikom (Discovery Channel Young Scientist Challenge ali DCYSC) leta 2007 † |
| 23804 Haber            | 1998 QR39      | Catherine Michelle Haber, ameriška finalistka na Izzivu kanala Discovery mladim znanstvenikom (Discovery Channel Young Scientist Challenge ali DCYSC) leta 2007 † |
| 23808 Joshuahammer     | 1998 QL42      | Joshua Wayne Hammer, ameriški finalist na Izzivu kanala Discovery mladim znanstvenikom (Discovery Channel Young Scientist Challenge ali DCYSC) leta 2007 † |
| 23809 Haswell          | 1998 QC44      | John Douglas Reiji Haswell, ameriški finalist na Izzivu kanala Discovery mladim znanstvenikom (Discovery Channel Young Scientist Challenge ali DCYSC) leta 2007 † |
| 23811 Connorivens      | 1998 QB46      | Connor Joseph Ivens, ameriški finalist na Izzivu kanala Discovery mladim znanstvenikom (Discovery Channel Young Scientist Challenge ali DCYSC) leta 2007 † |
| 23812 Jannuzi          | 1998 QR46      | Brigg Lowell Jannuzi, ameriški finalist na Izzivu kanala Discovery mladim znanstvenikom (Discovery Channel Young Scientist Challenge ali DCYSC) leta 2007 † |
| 23814 Bethanylynne     | 1998 QE49      | Bethany Lynne Johnson, ameriška finalistka na Izzivu kanala Discovery mladim znanstvenikom (Discovery Channel Young Scientist Challenge ali DCYSC) leta 2007 † |
| 23816 Rohitkamat       | 1998 QF50      | Rohit G. Kamat, ameriški finalist na Izzivu kanala Discovery mladim znanstvenikom (Discovery Channel Young Scientist Challenge ali DCYSC) leta 2007 † |
| 23817 Gokulk           | 1998 QX50      | Gokul Krishnan, ameriški finalist na Izzivu kanala Discovery mladim znanstvenikom (Discovery Channel Young Scientist Challenge ali DCYSC) leta 2007 † |
| 23818 Matthewlepow     | 1998 QZ50      | Matthew Brice Lepow, ameriški finalist na Izzivu kanala Discovery mladim znanstvenikom (Discovery Channel Young Scientist Challenge ali DCYSC) leta 2007 † |
| 23821 Morganmonroe     | 1998 QZ69      | Morgan McKay Monroe, ameriški finalist na Izzivu kanala Discovery mladim znanstvenikom (Discovery Channel Young Scientist Challenge ali DCYSC) leta 2007 † |
| 23831 Mattmooney       | 1998 QK86      | Matthew Michael Mooney, ameriški finalist na Izzivu kanala Discovery mladim znanstvenikom (Discovery Channel Young Scientist Challenge ali DCYSC) leta 2007 † |
| 23833 Mowers           | 1998 QS90      | Christopher Scott Mowers, ameriški finalist na Izzivu kanala Discovery mladim znanstvenikom (Discovery Channel Young Scientist Challenge ali DCYSC) leta 2007 † |
| 23834 Mukhopadhyay     | 1998 QW90      | Prithwis Kumar Mukhopadhyay, ameriški finalist na Izzivu kanala Discovery mladim znanstvenikom (Discovery Channel Young Scientist Challenge ali DCYSC) leta 2007 † |
| 23837 Matthewnanni     | 1998 QY93      | Matthew James Nanni, ameriški finalist na Izzivu kanala Discovery mladim znanstvenikom (Discovery Channel Young Scientist Challenge ali DCYSC) leta 2007 † |
| 23844 Raghvendra       | 1998 QB109     | Shubha Srinivas Raghvendra, ameriška finalistka na Izzivu kanala Discovery mladim znanstvenikom (Discovery Channel Young Scientist Challenge ali DCYSC) leta 2007 † |
| 23850 Ramaswami        | 1998 RJ34      | Keshav Ramaswami, ameriški finalist na Izzivu kanala Discovery mladim znanstvenikom (Discovery Channel Young Scientist Challenge ali DCYSC) leta 2007 † |
| 23851 Rottman-Yang     | 1998 RZ34      | Jaron Shalom Rottman-Yang, ameriški finalist na Izzivu kanala Discovery mladim znanstvenikom (Discovery Channel Young Scientist Challenge ali DCYSC) leta 2007 † |
| 23852 Laurierumker     | 1998 RN35      | Laurie Ann Rumker, ameriška finalistka na Izzivu kanala Discovery mladim znanstvenikom (Discovery Channel Young Scientist Challenge ali DCYSC) leta 2007 † |
| 23854 Rickschaffer     | 1998 RD40      | Rick Schinco Schaffer, ameriški finalist na Izzivu kanala Discovery mladim znanstvenikom (Discovery Channel Young Scientist Challenge ali DCYSC) leta 2007 † |
| 23855 Brandonshih      | 1998 RD44      | Brandon H. Shih, ameriški finalist na Izzivu kanala Discovery mladim znanstvenikom (Discovery Channel Young Scientist Challenge ali DCYSC) leta 2007 † |
| 23858 Ambrosesoehn     | 1998 RG53      | Ambrose Geoffrey Soehn, ameriški finalist na Izzivu kanala Discovery mladim znanstvenikom (Discovery Channel Young Scientist Challenge ali DCYSC) leta 2007 † |
| 23861 Benjaminsong     | 1998 RM58      | Benjamin Paul Song, ameriški finalist na Izzivu kanala Discovery mladim znanstvenikom (Discovery Channel Young Scientist Challenge ali DCYSC) leta 2007 † |
| 23865 Karlsorensen     | 1998 RK65      | Karl Mikael Sorensen, ameriški finalist na Izzivu kanala Discovery mladim znanstvenikom (Discovery Channel Young Scientist Challenge ali DCYSC) leta 2007 † |
| 23867 Cathsoto         | 1998 RG71      | Catherine Soto, ameriška finalistka na Izzivu kanala Discovery mladim znanstvenikom (Discovery Channel Young Scientist Challenge ali DCYSC) leta 2007 † |
| 23875 Strube           | 1998 RC77      | Katherine Michaela Strube, ameriška finalistka na Izzivu kanala Discovery mladim znanstvenikom (Discovery Channel Young Scientist Challenge ali DCYSC) leta 2007 † |
| 23877 Gourmaud         | 1998 SP        | Jamy Gourmaud, francoska časnikarka, ki je sodelovala v strokovnem programu To ni iskanje vode (C’est pas sorcier ) (glej tudi 23882, 23890) † |
| 23880 Tongil           | 1998 SG5       | "združitev" in korejskem jeziku † Arhivirano 2006-05-13 na Wayback Machine. |
| 23882 Fredcourant      | 1998 SC12      | Frédéric Courant, francoska časnikarka, ki je sodelovala v strokovnem programu To ni iskanje vode (C’est pas sorcier ) (glej tudi 23877, 23890) † |
| 23884 Karenharvey      | 1998 SY12      | Karen L. Harvey, rojena Angle, ameriška astrofizičarka in žena ameriškega astrofizika Johna Warrena (Jacka) Harveya † Arhivirano 2006-02-22 na Wayback Machine. |
| 23889 Hermanngrassmann | 1998 SC28      | Hermann Günther Grassmann, nemški matematik, fizik, jezikoslovec, učenjak in neohumanist * |
| 23890 Quindou          | 1998 SO35      | Sabine Quindou, francoska časnikarka, ki je sodelovala v strokovnem programu To ni iskanje vode (C’est pas sorcier ) (glej tudi 23877, 23882) † |
| 23901–24000            |                | |
| 23904 Amytang          | 1998 SE70      | Amy B. Tang, ameriška finalistka na Izzivu kanala Discovery mladim znanstvenikom (Discovery Channel Young Scientist Challenge ali DCYSC) leta 2007 † |
| 23922 Tawadros         | 1998 SR135     | Kyrillos Bahaa Tawadros, ameriški finalist na Izzivu kanala Discovery mladim znanstvenikom (Discovery Channel Young Scientist Challenge ali DCYSC) leta 2007 † |
| 23924 Premt            | 1998 SX140     | Prem Poothatta Thottumkara, ameriški finalist na Izzivu kanala Discovery mladim znanstvenikom (Discovery Channel Young Scientist Challenge ali DCYSC) leta 2007 † |
| 23928 Darbywoodard     | 1998 ST160     | Darby Elizabeth Woodard, ameriška finalistka na Izzivu kanala Discovery mladim znanstvenikom (Discovery Channel Young Scientist Challenge ali DCYSC) leta 2007 † |
| 23937 Delibes          | 1998 TR15      | Léo Delibes (1836 – 1891), francoski skladatelj baletov in oper, ki je mnogo noči preživel v kontrolni sobi teleskopa s katerim je bil asteroid odkrit † |
| 23944 Dusser           | 1998 UR3       | Raymond Dusser, 20th-century francoski ljubiteljski astronom in specialist za jazz glasbo † |
| 23946 Marcelleroux     | 1998 UL6       | Marcel Le roux, belgijski ljubiteljski astronom in astrofotograf † |
| 23949 Dazapata         | 1998 UP21      | Danielle Zapata, ameriška finalistka na Izzivu kanala Discovery mladim znanstvenikom (Discovery Channel Young Scientist Challenge ali DCYSC) leta 2007 † |
| 23975 Akran            | 1999 CU81      | Erkan Akran, ameriški mentor finalista na Izzivu kanala Discovery mladim znanstvenikom (Discovery Channel Young Scientist Challenge ali DCYSC) leta 2007 † |
| 23980 Ogden            | 1999 JA124     | Kristen Ogden, ameriška mentorka finalista na Izzivu kanala Discovery mladim znanstvenikom (Discovery Channel Young Scientist Challenge ali DCYSC) leta 2007 † |
| 23981 Patjohnson       | 1999 LC4       | Patricia Johnson, ameriška mentorka finalista na Izzivu kanala Discovery mladim znanstvenikom (Discovery Channel Young Scientist Challenge ali DCYSC) leta 2007 † |
| 23988 Maungakiekie     | 1999 RB        | Maungakiekie (One Tree Hill), vulkanski stožec, ki je nad Aucklandom, Nova Zelandija † |
| 23989 Farpoint         | 1999 RF        | Observatorij Farpoint, Kansas, ZDA † |
| 23990 Springsteen      | 1999 RM1       | Bruce Springsteen, ameriški pevec in pisec besedil (njegova glasba je sproščala odkritelja v noči odkritja) † |
| 23992 Markhobbs        | 1999 RO11      | Mark Hobbs, ameriški mentor mentor finalista na Izzivu kanala Discovery mladim znanstvenikom (Discovery Channel Young Scientist Challenge ali DCYSC) leta 2007 † |
| 23994 Mayhan           | 1999 RA14      | Rosemarie Mayhan, ameriška mentorka finalista na Izzivu kanala Discovery mladim znanstvenikom (Discovery Channel Young Scientist Challenge ali DCYSC) leta 2007 † |
| 23995 Oechsle          | 1999 RX17      | Janet Oechsle, ameriška mentorka finalista na Izzivu kanala Discovery mladim znanstvenikom (Discovery Channel Young Scientist Challenge ali DCYSC) leta 2007 † |
| 23999 Rinner           | 1999 RA33      | Claudine Rinner, francoski ljubiteljski astronom † ‡ |
| 24000 Patrickdufour    | 1999 RB33      | Patrick Dufour, francoski ljubiteljski astronom † |

| Predhodnik: 22001–23000 | Pomeni imen asteroidov Seznam asteroidov (23001-23250) Seznam asteroidov (23251-23500) Seznam asteroidov (23501-23750) Seznam asteroidov (23751-24000) | Naslednik: 24001–25000 |